# Força de Míssils de l'Exèrcit Popular d'Alliberament
La Força de Míssils de l'Exèrcit Popular d'Alliberament (中国人民解放军火箭军 o PLARF per les seves sigles en anglès), abans anomenada Segon Cos d'Artilleria (第二炮兵部队 o SAC), és la força de míssils estratègics de la República Popular de la Xina. La PLARF és la principal unitat de l'Exèrcit Popular d'Alliberament que controla els míssils estratègics nuclears i convencionals de la Xina. L'arsenal nuclear xinès està estimat entre 100 i 400 caps nuclears.
Està composta aproximadament per 90.000-120.000 homes i sis “Brigades de Míssils Balístics”. Aquestes estan independentment desplegades en diferents regions militars. El Segon Cos d'Artilleria va ser creat el dia 1 de juliol de 1966 i va fer la seva primera aparició publica l'1 d'octubre de 1984. Les seves casernes generals estan localitzades al subdistricte de Quinhe de Pequín. L'1 de gener de 2016 va canviar de nom i model organitzatiu, passant a denominar-se Força de Míssils de l'Exèrcit Popular d'Alliberament.